# 감우재
감우재(甘雨-)는 충청북도 음성군 음성읍과 무극을 잇는 국도 제37호선 상의 작은 고개(해발 240m)이다.
이 고개의 정상부근에 있는 전승비는 6.25동란중인 1950년 7월 9일부터 닷새동안 벌어진 격전을 기리기 위해 1986년에 건립되었다.

## 같이 보기
- 감우재전승기념관